# Finska mästerskapet i bandy 1989/1990
Finska mästerskapet i bandy 1989/1990 spelades som dubbelserie följd av slutspel. OLS vann mästerskapet.

## Mästerskapsserien

### Slutställning
| Lag                          | Spelade | Vinster | Oavgjorda | Förluster | Målskillnad | Poäng |
| ---------------------------- | ------- | ------- | --------- | --------- | ----------- | ----- |
| Botnia-69                    | 18      | 12      | 3         | 5         | 94–49       | 27    |
| OLS                          | 18      | 13      | 0         | 5         | 122–42      | 26    |
| Warkauden Pallo -35          | 18      | 11      | 3         | 4         | 63–43       | 25    |
| IFK Helsingfors              | 18      | 10      | 2         | 6         | 89–68       | 22    |
| OPS                          | 18      | 6       | 5         | 7         | 64–78       | 17    |
| Porvoon Akilles              | 18      | 8       | 0         | 10        | 73–71       | 16    |
| Lappeenrannan Veiterä        | 18      | 7       | 2         | 9         | 74–94       | 16    |
| Veitsiluodon Vastus          | 18      | 6       | 3         | 9         | 71–88       | 15    |
| Porin Narukerä               | 18      | 5       | 4         | 9         | 46–88       | 14    |
| Jyväskylän Seudun Palloseura | 18      | 1       | 0         | 17        | 41–116      | 2     |

JPS åkte ur serien direkt. Narukerä via kvalspel. Slutställning i kvalserien: 1) Narukerä 2) Mikkelin Kampparit 3) PaSa Bandy 4) ToPV. Narukerä kvar i och Kampparit till Mästerskapsserien.

### Grundseriens poängliga
| Placering | Spelare           | Lag  | Mål | Assist | Poäng |
| --------- | ----------------- | ---- | --- | ------ | ----- |
| 1.        | Jouni Vesterinen  | OLS  | 28  | 28     | 56    |
| 2.        | Samuli Niskanen   | OLS  | 31  | 13     | 44    |
| 3.        | Sami Lehto        | HIFK | 15  | 20     | 35    |
| 4.        | Markku Niemitalo  | OLS  | 18  | 14     | 32    |
| 5.        | Heikki Raitavuo   | HIFK | 23  | 6      | 29    |
| 6.        | Marko Kilpeläinen | OPS  | 16  | 13     | 29    |

## Semifinaler
Semifinaler  spelades i dubbelmöte, där det sämre placerade laget i serien började på hemmaplan. 
| Lag 1               | Resultat | Lag 2     | Match 1   | Match 2   |
| ------------------- | -------- | --------- | --------- | --------- |
| Warkauden Pallo -35 | 6–16     | OLS       | 3–7 (1–5) | 3–9 (2–4) |
| IFK Helsingfors     | 6–7      | Botnia-69 | 3–2 (0–1) | 3–5 (2–1) |

## Finaler
| Lag 1     | Resultat  | Lag 2 |
| --------- | --------- | ----- |
| Botnia-69 | 0–4 (0–3) | OLS   |

## Slutställning
| Placering | Lag                 |
| --------- | ------------------- |
| 1.        | OLS                 |
| 2.        | Botnia-69           |
| 3.        | Warkauden Pallo -35 |
| 4.        | IFK Helsingfors     |

## Finska mästarna
OLS: Jukka Palinsaari, Esa Kurttila; Kalevi Immonen, Heikki Kontturi, Sakari Puotiniemi, Jouko Kämäräinen, Marko Ruokangas, Ilkka Alatalo; Jarmo Anttila, Markku Niemitalo, Miikka Koivisto, Pekka Mäntynenä; Samuli Niskanen, Tuukka Tieksola, Jouni Vesterinen, Jukka Rinne, Kari Koivikko, Marko Paksuniemi. Tränare Juha Niemikorpi.